# ジョニー・グレイ
ジョニー・グレイ（Jonny Gray、1994年3月14日 - ）は、トップ14ユニオン・ボルドー・ベグルに所属するラグビーユニオン選手。

## プロフィール
- スコットランド・ラザーグレン出身。
- ポジションはロック(LO)。
- 身長 198cm、体重 120kg
- 兄のリッチーもラグビー選手[1](現・トゥールーズ)。
- U20スコットランド代表に選ばれた[2]。
- スコットランド代表キャップは77（2024年10月現在）でラグビーワールドカップ2015・ラグビーワールドカップ2019のスコットランド代表に選ばれた[3]。

## 略歴
2012年、グラスゴー・ウォリアーズに加入。 
2020年、エクセター・チーフスに加入。
2023年、ボルドーに加入。